# Silicon Integrated Systems
Silicon Integrated Systems (SiS, chiń. 矽統科技) – tajwańskie przedsiębiorstwo z branży półprzewodnikowej. Zajmuje się m.in. opracowywaniem chipsetów komputerowych i urządzeń sieciowych.
Zostało założone w 1987 roku.